# Giang Nam thất quái
Giang Nam thất quái (江南七怪) là nhóm bảy nhân vật hư cấu trong tiểu thuyết Anh hùng xạ điêu của Kim Dung. Người đứng đầu nhóm này Kha Trấn Ác còn tiếp tục xuất hiện trong tác phẩm tiếp theo Thần điêu hiệp lữ.
Giang Nam thất quái là tên giang hồ sử dụng để gọi sau lưng họ còn khi gặp gỡ, người ta gọi họ một cách lịch sự là Giang Nam thất hiệp.
Giang Nam thất quái bao gồm bảy người, đều sinh trưởng tại vùng Giang Nam. Họ sống với nhau từ nhỏ nên tình thân như ruột thịt, kết làm anh em và nổi danh trên giang hồ nhờ vào những công phu khác nhau và tôn chỉ hiệp nghĩa của mình.

## Danh sách

### Phi thiên biển bức Kha Trấn Ác
Kha Trấn Ác ngoại hiệu là Phi thiên biển bức (con dơi) là nhân vật hư cấu trong bộ tiểu thuyết anh hùng xạ điêu và Thần điêu hiệp lữ của nhà văn Kim Dung. Ông là em của Phi thiên thần long Kha Tịch Tà, cũng là một nhân vật khá nổi danh trên giang hồ. Hai anh em của ông từng đối đầu với hai đệ tử của Hoàng Dược Sư là Trần Huyền Phong và Mai Siêu Phong. Kha Tịch Tà bị giết còn Kha Trấn Ác bị đánh mù mắt. Do vậy, tính tình của Kha Trấn Ác sau này trở nên gàn dở, ương bướng, cố chấp và nóng vội. Ông luôn coi vợ chồng Hắc Phong song sát và Hoàng Dược Sư là kẻ thù không đội trời chung.
Kim Dung xây dựng Kha Trấn Ác là nhân vật có võ công mạnh nhất trong nhóm Giang Nam thất quái. Do bị mù nên khả năng nghe tiếng đoán hình của Kha Trấn Ác là xuất thần nhập hóa. Ông sử dụng một cây gậy sắt nặng làm binh khí, võ công tàn bạo và mạnh mẽ. Ngoài ra ông cũng khá giỏi dùng độc và ném thiết lăng.

### Diệu thủ thư sinh Chu Thông
Ông đứng thứ hai trong Giang Nam thất quái. Chu Thông tinh thông sách vở, nhiều mưu mẹo, am hiểu chuyện đời. Chu Thông thường ăn mặc như một gã học trò nghèo, dùng quạt làm vũ khí. Không phải là nhân vật có võ công giỏi nhưng công phu "Diệu thủ không không" của Chu Thông thì khắp thiên hạ không ai sánh kịp. Ông có thể lấy đồ trong người của bất kỳ ai dù võ công cao đến đâu mà địch nhân không hề hay biết. Ông cũng tự luyện thành công phu "Phân cân thác cốt thủ" mà theo Kim Dung đã viết trong Anh hùng xạ điêu là dùng để đối phó với Cửu âm bạch cốt trảo thì không còn gì bằng.

### Mã vương thần Hàn Bảo Câu
Hàn Bảo Câu đứng thứ ba trong Giang Nam thất quái. Thân hình ông béo lùn và đen. Ông là người nóng nảy, võ công không có gì đặc sắc nhưng luôn muốn dùng vũ lực để giải quyết mọi việc. Ông sử dụng nhuyễn tiên làm vũ khí. Tài cưỡi ngựa và điều khiển ngựa của ông chỉ xếp sau Triết Biệt, nên mới có biệt danh là Mã vương thần.Ông và Hàn Tiểu Oanh là hai anh em

### Nam sơn tiều tử Nam Hi Nhân
Nam Hy Nhân là người đứng thứ tư trong Giang Nam thất quái. Ông xuất thân là một tiều phu, sử dụng đòn gánh làm vũ khí. Võ công của ông không có gì đặc biệt nhưng có sức chịu đựng khá kiên cường.Ông trúng độc của Âu Dương Phong nếu là người thường thì đã chết ngay,nhưng ông chịu đựng được khoảng thời gian khá dài,chứng tỏ ông thật kiên cường. Ông là người trầm ngâm, ít nói nhưng cũng rất tâm lý.

### Tiếu di đà Trương A Sinh
Trương A Sinh là người đứng thứ năm trong Giang Nam thất quái. Ông to lớn vạm vỡ, bụng phệ, trông như một tên đồ tể. Ông xuất thân là người mổ lợn và dùng một con dao mổ lợn làm vũ khí. Ông có tính tình thuần hậu, ngốc nghếch và rất nghĩa hiệp. Võ công của ông không có gì đặc biệt, chủ yếu dựa vào sức mạnh cơ bắp. Ông và tiểu muội Hàn Tiểu Oanh có tình ý với nhau.

### Náo thị hiệp ẩn Toàn Kim Phát
Toàn Kim Phát là người đứng thứ sáu trong Giang Nam thất quái. Ông xuất thân là một người đi buôn, sử dụng một cán cân làm binh khí. Võ công của ông cũng bình thường. Ông am hiểu chuyện buôn bán nên thường có xu hướng tính toán mọi chuyện theo hướng có nhiều lợi nhất.

### Việt nữ kiếmHàn Tiểu Oanh
Là người nhỏ tuổi nhất trong Giang Nam thất quái. Khi còn trẻ bà khá xinh đẹp, dù không phải là quốc sắc thiên hương nhưng cũng là một mỹ nhân có phong thái rất riêng. Bà xuất thân làm nghề chài lưới, tính tình hiền hậu và rất chung thủy trong tình yêu. Võ công của bà không cao, chủ yếu dựa vào chiêu số và khinh công mau lẹ.

## Anh hùng xạ điêu
Trong Anh hùng xạ điêu, đạo sỹ Khưu Xứ Cơ thuộc phái Toàn Chân trong khi đi cứu vợ của người bạn Quách Khiếu Thiên là Lý Thị bị tên quan Đoàn Thiên Đức bắt đi, đã chạm trán với Tiêu Mộc đại sư ở chùa Pháp Hoa. Tiêu Mộc không đánh lại Khưu Xứ Cơ nên đã nhờ Giang Nam thất quái can thiệp. Họ đánh nhau đến khi tất cả đều bị thương và bất lực chứng kiến Đoàn Thiên Đức mang Lý Thị đi ngay trước mắt mình còn Tiêu Mộc vì cản Đoàn Thiên Đức mà vong mạng. Thất quái đã đánh cuộc với Khưu Xứ Cơ: họ cam kết tìm được Lý thị và dạy con của bà võ nghệ, còn Khưu Xứ Cơ tìm vợ con của người bằng hữu còn lại, anh em kết nghĩa của Quách Khiếu Thiên là Dương Thiết Tâm, dạy võ công cho hậu duệ của ông để hai bên đọ tài cao thấp. Thất quái tìm đến tận Mông Cổ, gặp được Quách Tĩnh là con của Quách Thiếu Thiên và Lý Thị. Ngay đêm đầu tiên hẹn gặp chàng (lúc đó chỉ là đứa bé 6 tuổi), họ đã gặp lại Hắc Phong song sát đang lẩn tránh trên đại mạc. Hai bên đánh nhau kịch liệt. Mai Siêu Phong bị Kha Trấn Ác đánh mù mắt còn Trần Huyền Phong giết Trương A Sinh. Sau đó trong lúc chủ quan, Trần Huyền Phong đã bị Quách Tĩnh dùng cây trủy thủ mà Khưu Xứ Cơ từng tặng cho Quách gia đâm chết.
Sau biến cố này, lục quái ở lại đại mạc với mẹ con Lý Thị và dạy võ công cho Quách Tĩnh, hy vọng chàng có thể đánh bại Dương Khang. Nhưng phương pháp của họ sai lầm còn Quách Tĩnh thì khờ khạo nên không đạt nhiều kết quả. Sau sáu người theo Quách Tĩnh về Trung Nguyên, lần lượt va chạm với Hoàng Dược Sư, Âu Dương Phong và Hoàng Dung, con gái của Hoàng Dược Sư. Quách Tĩnh và Hoàng Dung đem lòng yêu thương nhau nên sau này lục quái đã cố nén hận thù để hòa hảo với Hoàng Dược Sư và đến mộ Mai Siêu Phong bái tế.
Dương Khang, con trai Dương Thiết Tâm từ nhỏ được Hoàn Nhan Hồng Liệt, là vương tử nước Kim nuôi nấng nên đã không nhận cha mẹ nghèo khó, trái lại còn làm nhiều chuyện độc ác. Hắn và Âu Dương Phong đã lợi dụng chuyện Hoàng Dược Sư giam Lão ngoan đồng Chu Bá Thông trên đảo Đào Hoa để khích bác Toàn chân thất tử của Khưu Xứ Cơ và Hoàng Dược Sư đánh nhau. Lục quái biết được chuyện này đã cùng nhau đến đảo Đào Hoa để giảng hòa, muốn Hoàng Dược Sư tạm tránh Toàn chân thất tử. Hoàng Dược Sư bỏ đi, chỉ còn lục quái cùng Âu Dương Phong và Dương Khang trên đảo. Hai người này đã tương kế tựu kế giết chết năm người Châu Thông, Hàn Bảo Câu, Nam Hy Nhân, Toàn Kim Phát và Hàn Tiểu Oanh trong mộ huyệt của vợ Hoàng Dược Sư nhằm đổ hết ân oán này lên đầu ông. Họ cố tình thả Kha Trấn Ác vì ông mù không nhìn thấy gì, sẽ trở thành nhân chứng vu khống Hoàng Dược Sư. Khi Quách Tĩnh và Hoàng Dung lên đảo, gặp cảnh tượng ngũ quái bị giết, Quách Tĩnh cho rằng Hoàng Dược Sư làm nên đã quyết định bỏ mặc Hoàng Dung và chôn cất các vị sư phụ của mình ngay trên Đào Hoa đảo.
Khi gặp lại Hoàng Dược Sư, Kha Trấn Ác đã cùng Quách Tĩnh và Toàn chân thất tử liên thủ đánh Hoàng Dược Sư. Âu Dương Phong, Dương Khang và Hoàn Nhan Hồng Liệt nhân cơ hội đó đã xua quân và dùng độc bao vây toàn bộ bọn họ. Kha Trấn Ác bị trúng tên vào chân, may nhờ có Hoàng Dung cứu giúp và đưa vào miếu Thiết Thương lánh nạn. Tại đây, Hoàng Dung đã vạch trần được sự thật khi bọn người Hoàn Nhan Hồng Liệt vô tình vào đó nghỉ qua đêm. Kha Trấn Ác được Âu Dương Phong tha mạng. Ông đi báo với Quách Tĩnh về chuyện Âu Dương Phong và Dương Khang, lúc đó Hoàng Dung đang bị Âu Dương Phong bắt giữ.
Đó là lần cuối Kha Trấn Ác xuất hiện trong Anh hùng xạ điêu

## Thần điêu hiệp lữ
Hoàng Dung và Quách Tĩnh thành thân đã đón Kha Trấn Ác lên đảo Đào Hoa ở cùng. Kha Trấn Ác giống như ông nội của Quách Phù nên rất nuông chiều cháu.
Khi Quách Tĩnh, Hoàng Dung đi tìm Dương Quá, Kha Trấn Ác dẫn Quách Phù đi theo họ và đụng độ với Lý Mạc Sầu. Võ công Kha Trấn Ác không đánh được Lý Mạc Sầu nhưng cũng khiến nàng nể phục vì "lão già vừa mù vừa thọt vẫn có thể tiếp được mười chiêu". Sau khi tìm được Dương Quá, Kha Trấn Ác cùng với Hoàng Dung đều có chung định kiến về cậu.
Ở đoạn gần cuối truyện, Kha Trấn Ác trên đường nghe được tin Quách Tương, con gái thứ hai của Quách Hoàng bị Kim Luân Pháp Vương bắt đi nên đã đi tìm người quen ở quê hương nhắn tin cho vợ chồng Quách Hoàng ở Tương Dương thành. Nào ngờ gặp phải bọn Sa Thông Thiên, Hầu Thông Hải, Bành Liên Hổ và Linh Trí Thượng Nhân vốn là tay chân của Hoàn Nhan Hồng Liệt, ông bị đánh bại và hứa tặng "Cửu hoa ngọc lộ hoàn" cho họ để báo tin về Quách Tương trước rồi quay lại nạp mạng sau. May mắn cho ông, khi chuẩn bị nạp mạng thì Dương Quá đã kịp can thiệp vì muốn hỏi rõ chuyện về Dương Khang. Kha Trấn Ác kể cho chàng nghe mọi chuyện trước sự chứng kiến và xác nhận của bọn Sa Thông Thiên. Từ đó, Kha Trấn Ác không xuất hiện nữa.
Cũng có một chi tiết nhỏ về Giang Nam thất quái ở cuối truyện là Quách Tĩnh đã truyền thụ Việt Nữ kiếm pháp của Hàn Tiểu Oanh cho hai con gái để tưởng nhớ sư phụ của mình.

## Đánh giá chung
Giang Nam thất quái có vai trò quan trọng trong tiểu thuyết của Kim Dung. Nhìn chung họ là những người hiệp nghĩa, không tiếc mạng sống của bản thân và sẵn sàng giúp đỡ người khác (điều mà nhiều người nổi danh như Khưu Xứ Cơ và sau này là Dương Quá cũng có phần thán phục). Họ đã thay cha nuôi dạy Quách Tĩnh trưởng thành. Cũng chính vì muốn giảng hòa giữa Hoàng Dược Sư và Toàn Chân thất tử mà họ đã mất mạng trong tay Dương Khang và Âu Dương Phong. Tuy vậy, họ cũng vô cùng nóng vội, không suy xét kỹ lưỡng mọi sự và còn rất háo danh, háo thắng. Rất nhiều lần nóng vội, không suy xét của họ đã mang lại những khúc mắc khó tháo gỡ trong câu chuyện của Quách Tĩnh và Hoàng Dung.

## Phim ảnh
- Anh hùng xạ điêu

| Năm  | Hãng sản xuất                        | Kha Trấn Ác     | Chu Thông        | Hàn Bảo Câu       | Nam Hi Nhân     | Trương A Sinh   | Toàn Kim Phát     | Hàn Tiểu Oanh    | Nước       |
| ---- | ------------------------------------ | --------------- | ---------------- | ----------------- | --------------- | --------------- | ----------------- | ---------------- | ---------- |
| 1976 | CTV                                  | Ôn Tuyền        | Kim Sơn          | Quảng Vĩ Hùng     | Hàn Quốc Tài    | Bạch Sá Lực     | Ngô Minh Tài      | Trương Tịnh Nghi | Hồng Kông  |
| 1983 | TVB                                  | Giang Nghị      | Hứa Thiệu Hùng   | Tăng Vĩ Minh      | Đàm Tuyền Khánh | Liêu Tuấn Hùng  | Cao Hùng          | Ban Ban          | Hồng Kông  |
| 1988 | CTV / ATV                            | Mao Tĩnh Thuận  | Đinh Ngưỡng Quốc | Cát Trường Sinh   | Vương Quốc Huy  | Dương Thiếu Văn | Ông Thuận Hưng    | Từ Nhược Hoa     | Đài Loan   |
| 1994 | TVB                                  | Giang Nghị      | Ngải Uy          | Hoàng Thiên Đạc   | Trịnh Gia Sinh  | Lý Diệu Kính    | Bác Quân          | Trần An Doanh    | Hồng Kông  |
| 2003 | CCTV                                 | Lưu Lập Vĩ      | Vu Hựu Xuyên     | Ba Đặc Nhĩ        | Dương Quang Hoa | Tạ Ninh         | Vương Vĩ          | Triệu Phong      | Trung Quốc |
| 2008 | Hãng ảnh thị Thượng Hải - Trung Quốc | Đặng Lập Dân    | Kim Lương        | Quách Minh Nhĩ    | Hàn Chí         | Trần Cương      | Vương Chính Quyền | Hà Tư Dung       | Trung Quốc |
| 2017 | Công ty điện ảnh Hoa Sách và Hoàn Mỹ | Vương Khuê Vinh | Cơ Thần Mục      | Vương Xuân Nguyên | Mã Kinh Kinh    | Tín Bằng        | Long Đức          | Tiêu Nhân        | Trung Quốc |

- Thần điêu hiệp lữ

Do 6 người trong nhóm đều chết nên chỉ còn Kha Trấn Ác xuất hiện do các diễn viên sau thủ vai: